# Campaña del Rosellón (1503)
La campaña del Rosellón fue un enfrentamiento bélico ocurrido entre agosto y noviembre de 1503 entre las fuerzas francesas enviadas por Luis XII de Francia bajo el mando de Jean de Rieux contra el condado del Rosellón (parte de la corona de Aragón) y las tropas españolas que lo defendieron, lideradas por el II duque de Alba Fadrique Álvarez de Toledo y Enríquez, y desde octubre por el rey Fernando el Católico. El conflicto fue una extensión de la guerra de Nápoles que ambos contendientes libraban simultáneamente en el sur de Italia.
Con el fin de desviar la atención de las fuerzas españolas del conflicto napolitano, los franceses enviaron tropas a la frontera hispano-francesa con la intención de invadir territorio español; Alano de Albret se mantuvo al norte de la frontera franco-navarra, pero Jean de Rieux invadió el Rosellón y asedió Salses, que defendida por Sancho de Castilla fue socorrida por el duque de Alba. Tras la llegada a Perpiñán del rey Fernando con nuevas tropas, el ejército francés se retiró hacia el norte.

## Contexto histórico

### Francia y España enfrentados por la posesión de Nápoles

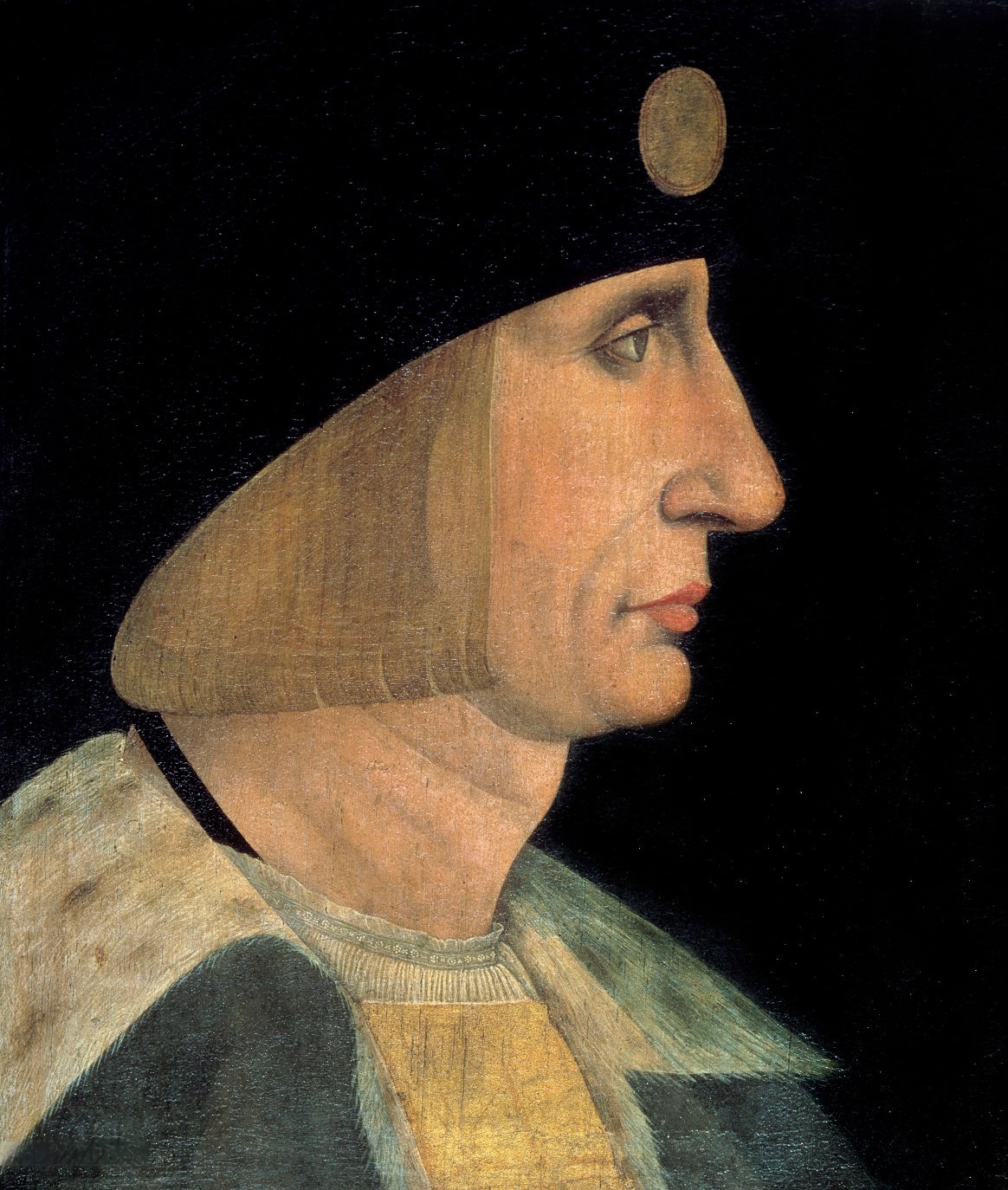
Luis XII.

En 1500 Luis XII de Francia y Fernando II de Aragón firmaron el tratado de Granada, por el cual ambos se repartían a partes iguales el reino de Nápoles, todavía en poder del rey Federico I. En cumplimiento de este acuerdo, al año siguiente el ejército francés bajo el mando de Bérault Stuart d'Aubigny invadió el reino desde el norte ocupando las provincias napolitanas de Abruzzo y Tierra de Labor, mientras las fuerzas españolas de Gonzalo Fernández de Córdoba ocupaban Apulia y Calabria en el sur. Federico I fue derrocado con la anuencia del papa Alejandro VI y su reino dividido entre Francia y la corona de Aragón.

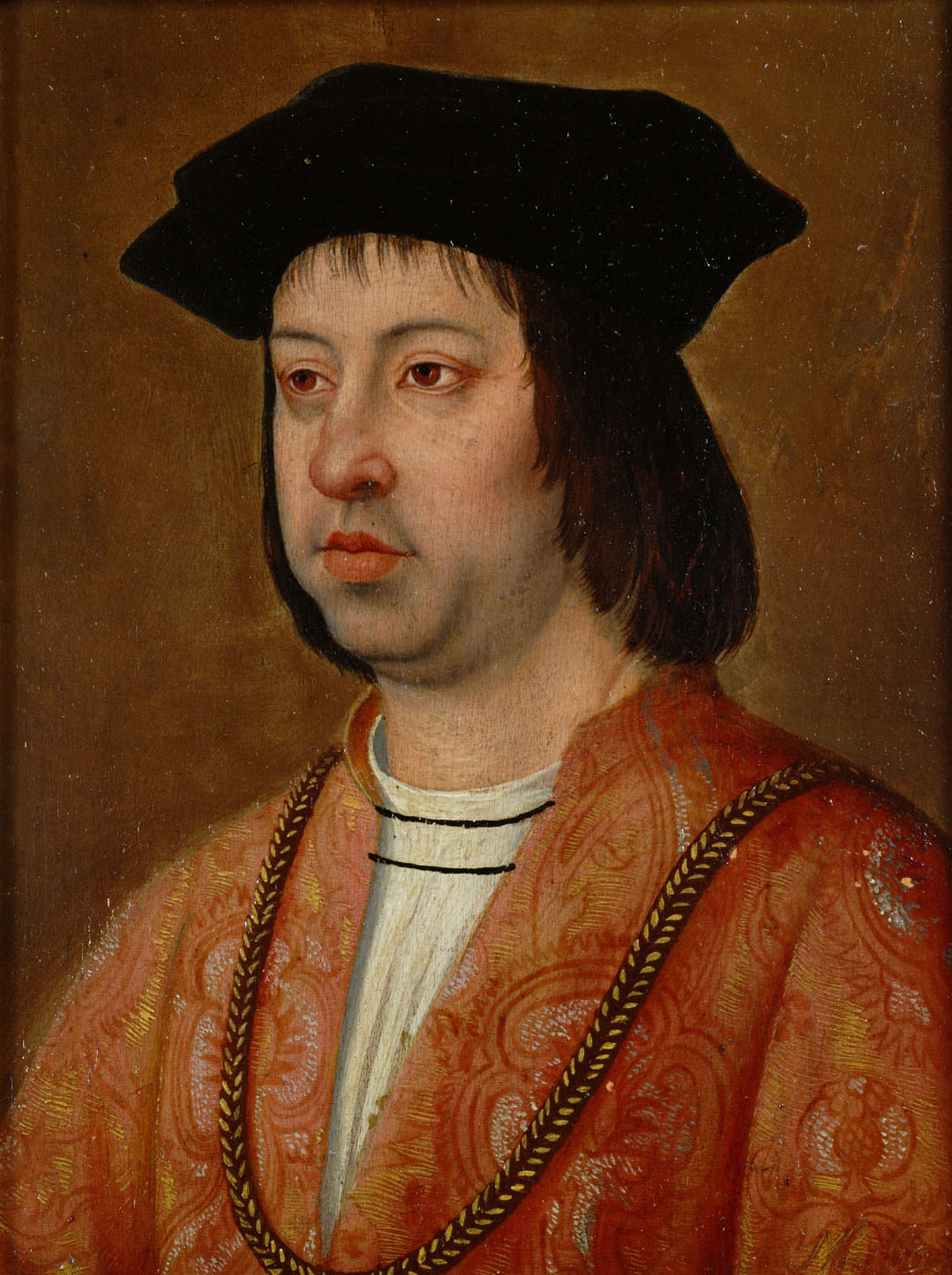
Fernando el Católico.

En 1502 franceses y españoles se enfrentaron entre sí por la posesión de la franja geográfica que separaba las posiciones de ambos ocupantes.  En los primeros compases de este nuevo conflicto las tropas francesas del virrey Luis de Armagnac, más numerosas, hicieron retroceder a las españolas, cercándolas en unas pocas plazas del sur de Italia, pero en abril de 1503 el curso de la guerra cambió: reforzado con la llegada de 2000 mercenarios alemanes, Fernández de Córdoba derrotó a Armagnac en la batalla de Ceriñola, mientras Fernando de Andrade, llegando desde España, venció al ejército de Aubigny en la batalla de Seminara.  Los españoles marcharon sobre la capital, Nápoles, mientras los restos de las fuerzas francesas retrocedían hasta el norte del río Garellano dirigidas por Yves d'Alègre.
Decidido a rehacerse de las pérdidas sufridas en Nápoles, Luis XII dispuso la formación de varios ejércitos que deberían atacar simultáneamente España por distintos frentes: además de enviar refuerzos a Italia, mandó sus tropas a la frontera hispano-francesa para intentar una invasión por aquella parte.

### El Rosellón y la Cerdaña, antigua fuente de disputas

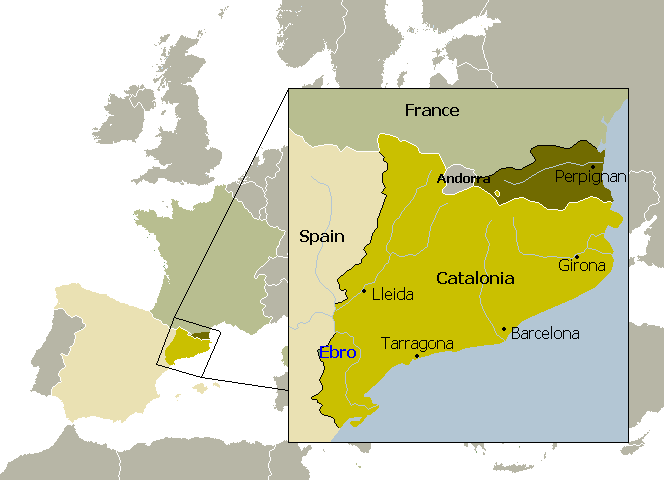
En marrón oscuro, Rosellón y Cerdaña.

Los condados de Rosellón y Cerdaña, ocupando aproximadamente el territorio del actual departamento francés de Pirineos Orientales, habían sido objeto de recientes disputas entre Francia y Aragón. En 1462, mediante el tratado de Bayona, Juan II de Aragón los había ofrecido al rey Luis XI de Francia a cambio de su ayuda militar y económica en la guerra civil catalana (1462–1472), en la que la Generalidad y el Consejo de Ciento se habían alzado contra la dominación aragonesa intentando hacerse con el control político de Cataluña; acabada ésta con el retorno de Cataluña a la obediencia de los aragoneses, éstos intentaron recuperar ambos condados por la vía militar entre 1473 y 1477, produciéndose nuevos enfrentamientos armados con los franceses; en 1493 Carlos VIII de Francia los había restituido a Fernando el Católico mediante el tratado de Barcelona a cambio de la neutralidad de España en la Primera Guerra de Italia (1494-1498), pero el desarrollo de los acontecimientos en esta guerra había llevado a un nuevo enfrentamiento franco-español en Nápoles que también se extendería al Rosellón. A comienzos del siglo XVI ambos condados estaban nuevamente bajo dominio aragonés, ante las constantes amenazas francesas en la frontera hispano-francesa.

## La guerra de Nápoles se extiende a España

### Dudas sobre la lealtad de Navarra
Ante la inminencia de una invasión francesa sobre España, la posición de los reyes de Navarra, Juan III de Albret y Catalina de Foix, despertó la suspicacia de los reyes católicos acerca de su fidelidad. 
La inclinación de los navarros hacia la política francesa, su pasividad ante las incursiones de tropas francesas a través de su territorio hacia Aragón, y su indiferencia ante una escaramuza habida recientemente en la que los navarros de Sangüesa atacaron la población aragonesa de Undués, contribuyeron a alimentar las sospechas sobre su francofilia.
Interrogados por los castellano-aragoneses acerca de su postura, los navarros reiteraron su lealtad para con España. En garantía de su fidelidad, la infanta Magdalena de Navarra fue enviada a la corte castellana como rehén.

### Se despliegan las tropas en la frontera
Alano de Albret, padre del rey de Navarra Juan de Albret y gobernador de Guyena, concentró 300 lanzas y 3000 infantes en Bayona que deberían pasar a España por Fuenterrabía, aunque no llegó a penetrar en territorio español, ya fuese por entenderse con el rey de Aragón o por temer las represalias de éste sobre su hijo; el señor de Lussa, incapaz de franquear la barrera natural de los Pirineos por Huesca, intentó cruzar con sus tropas por el valle del Roncal para atacar Berdún, pero fue rechazado por los roncaleses; Jean de Rieux llegó a Narbona con 100 caballos y 10 000 infantes entre los que había numerosos mercenarios suizos, y avanzó hasta La Palme amenazando entrar en España por el Rosellón. Simultáneamente, la flota francesa de René de Saboya zarpaba de Marsella para dar cobertura a Rieux en Collioure y atacar las costas de Cataluña. 
Las tropas españolas tomaron posiciones para contrarrestar el avance francés: el gobernador de Aragón Juan Hernández de Heredia y el justicia de Aragón Juan II de Lanuza marcharon con refuerzos a Berdún y Jaca; el condestable de Castilla Bernardino I Fernández de Velasco y el duque de Nájera Pedro Manrique III de Lara acudieron con sus tropas a la frontera castellano-navarra; Juan de Ribera cubrió la frontera de Álava y Guipúzcoa. Sancho de Castilla entró en Salses para hacerse cargo de su defensa, en previsión de un inminente ataque sobre la plaza; el duque de Alba Fadrique Álvarez de Toledo con 2.000 jinetes y 6000 infantes se estacionaba en Perpiñán. La armada de Pedro de Estopiñán partía de las costas de Andalucía en dirección al Rosellón.

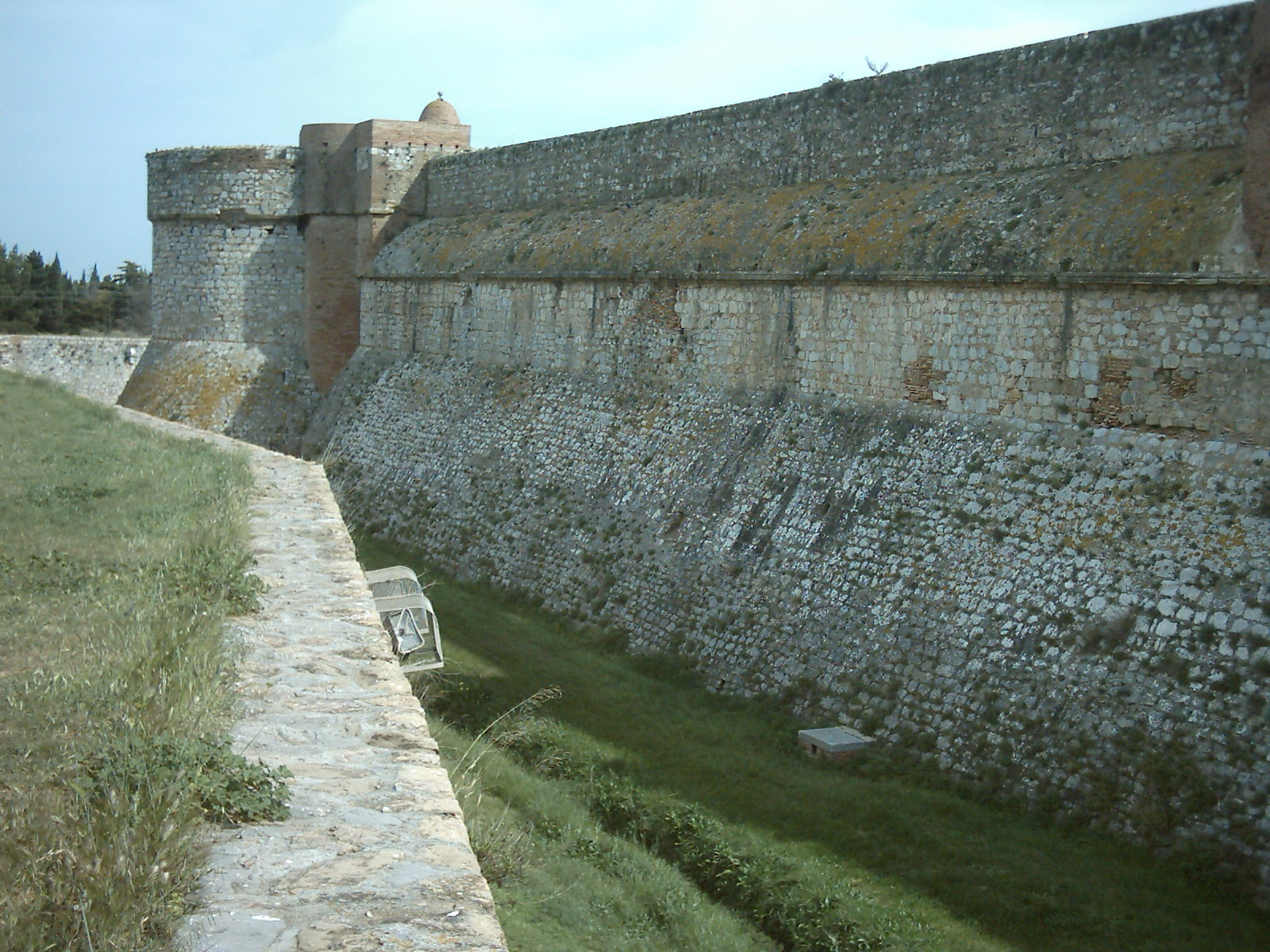
Castillo de Salses.

### Rieux penetra en España y asedia Salses
Jean de Rieux penetró con sus tropas en el Rosellón y el 13 de septiembre llegó frente a Salses, primera plaza española en su avance. El castillo de Salses, cuya erección había comenzado en 1497, se encontraba todavía sin terminar. Rieux ordenó la construcción de un fuerte alrededor del castillo, desde donde lo batió con fuego de artillería; a lo largo de los días siguientes los franceses fueron avanzando en el asedio, cegaron los fosos y llegaron al pie de las murallas, que comenzaron a minar, mientras la guarnición española defensora reconstruía los reparos dañados por la artillería francesa. 
El duque de Alba movió su campamento a Rivesaltes para poder socorrer a Salses, aunque en inferioridad numérica frente a los franceses, eludió la batalla directa en espera de refuerzos; el 13 de octubre llegó con sus fuerzas frente al campamento francés.
Entretanto el rey Fernando había reunido un nutrido ejército de castellanos y aragoneses en Gerona, desde donde marchó al norte; el 19 de octubre llegó a Perpiñán.

### Se retiran los franceses, y los españoles entran en Francia
Ante la presencia cercana del rey católico con tan numerosos efectivos, Rieux optó por levantar el asedio y retiró ordenadamente sus tropas en dirección a Francia. Las fuerzas españolas intentaron acosarle en su retirada sin éxito. La flota francesa debió retirarse a Marsella, impedida por el mal tiempo.
Tras la retirada de Rieux, los españoles penetraron en territorio francés, saqueando Leucate, La Palme, Sigean, Fitou, Treilles, Roquefort-des-Corbières, Castelnaudary, Saint-Jean-de-Barrou, Fraissé-des-Corbières y Villesèque-des-Corbières, aunque no hicieron prisioneros entre los lugareños. Considerando el coste militar y económico de mantener estas plazas bajo su control, el rey Fernando decidió regresar con sus tropas al sur de la frontera.

### Se pacta la tregua
El 11 de noviembre, a instancias de la reina de Francia Ana de Bretaña y de la infanta española Margarita de Saboya, y con la intermediación de Federico I de Nápoles, los contendientes pactaron un cese en las hostilidades; según las condiciones acordadas, ambas partes observarían una tregua de cinco meses que sería efectiva desde el 15 de noviembre (posteriormente se prorrogaría a tres años); cada uno de los ejércitos se replegaría tras sus fronteras y las plazas tomadas durante la guerra serían restituidas; esta tregua sólo sería válida para los enfrentamientos en el Rosellón, no afectando al conflicto mantenido en Nápoles ni a los posibles encuentros de las respectivas armadas en el mar.
Por la parte española, quedó por capitán general de la frontera el marqués de Denia Bernardo de Rojas con 3.000 soldados de caballería y otros tantos de infantería; la alcaldía de Salses le fue confiada a Dimas de Requesens.